# Terry Virts
Terry W. Virts Jr. est un astronaute américain de la NASA né le 1er décembre 1967 à Baltimore.

## Vols réalisés
Terry Virts a reçu une formation de pilote de chasse à l'École de l'air française en 1988 dans le cadre d'un programme d'échange avec l'académie de l'armée de l'air américaine. Il intègre une unité opérationnelle volant sur F-16 en 1992. Il est affecté en Corée et en Allemagne. En 1997, il intègre l'école des pilotes d'essais d'Embry-Riddle et devient pilote d'essais à compter de 1999 jusqu'à sa sélection en tant qu'astronaute par la NASA en 2000. Il a volé 3000 heures sur 40 types d'avions.

## Carrière à la NASA
Virts est sélectionné astronaute en 2000 dans le 18e groupe d'astronautes de la NASA.
Il effectue son premier vol spatial en février 2010 en tant que pilote de la navette spatiale Endeavour pour la mission STS-130.
Terry Virts a participé aux expéditions 42/43, et a été commandant de l'Expédition 43. Le 23 novembre 2014, il a décollé à bord du Soyouz TMA-15M russe du cosmodrome de Baïkonour en compagnie de Samantha Cristoforetti (ESA) et Anton Shkaplerov (Roscosomos). Il est revenu sur Terre après 199 jours passé à bord de l'ISS (Station Spatiale Internationale), le 11 juin 2015. Son retour était programmé pour mai 2015, mais en raison de la perte d'un module Progress, il a dû être reporté au 11 juin. Au cours de cette seconde mission, il a réalisé 3 sorties extravéhiculaires en compagnie de Barry Wilmore pour un total de 19 heures.
Il est parti à la retraite en 2016.

## Distinctions
Ses décorations militaires comprennent la Médaille du mérite, la Médaille de l'air, la Médaille de la réalisation aérienne et la Médaille de l'éloge de l'Armée de l'Air.

## Publications en tant qu'écrivain
- View from beyond: an astronaut photographs the world (2017, National Geographic)

## Galerie

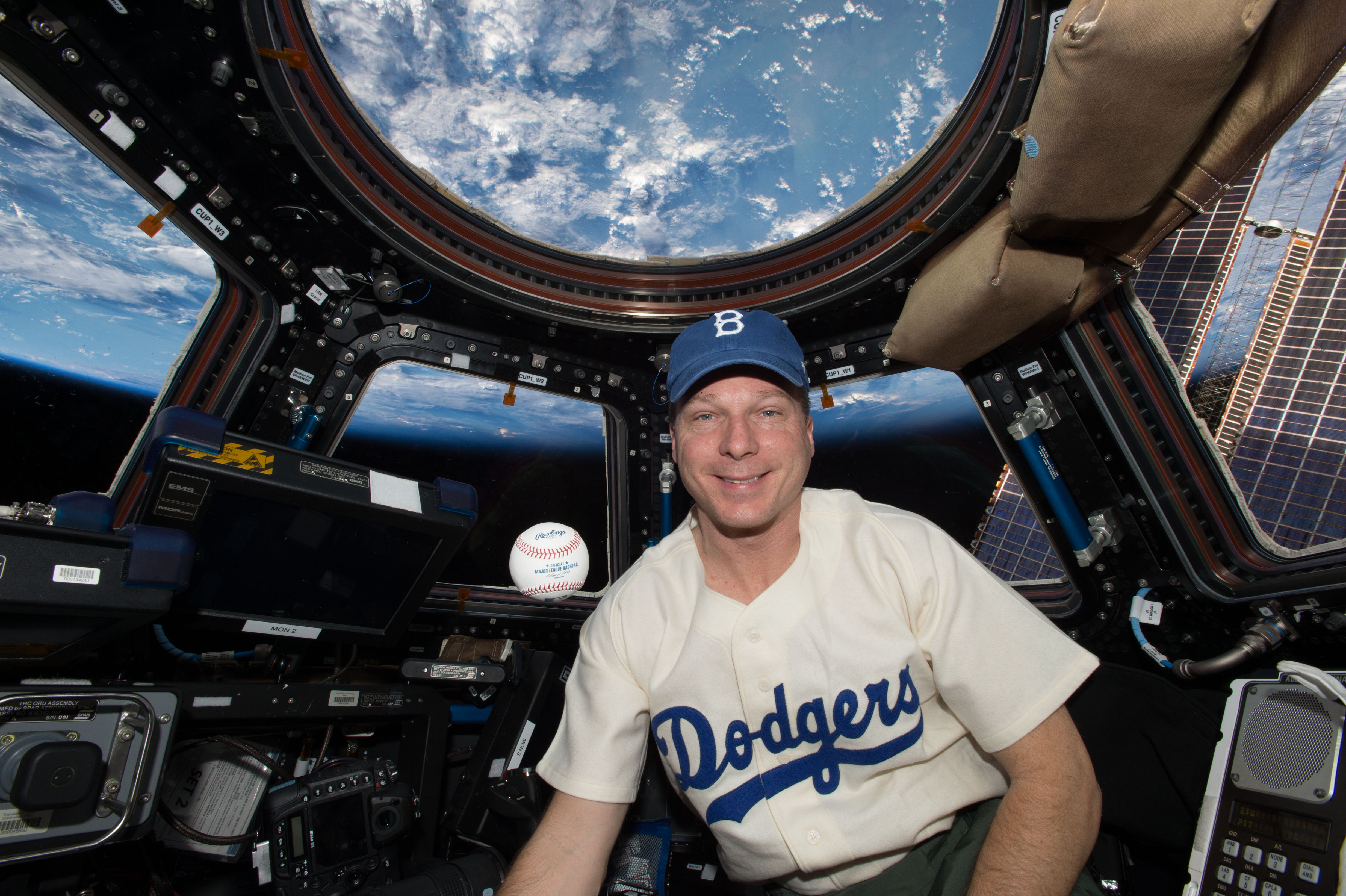
Virst est ici dans la coupole de l'ISS en tenue de baseball.
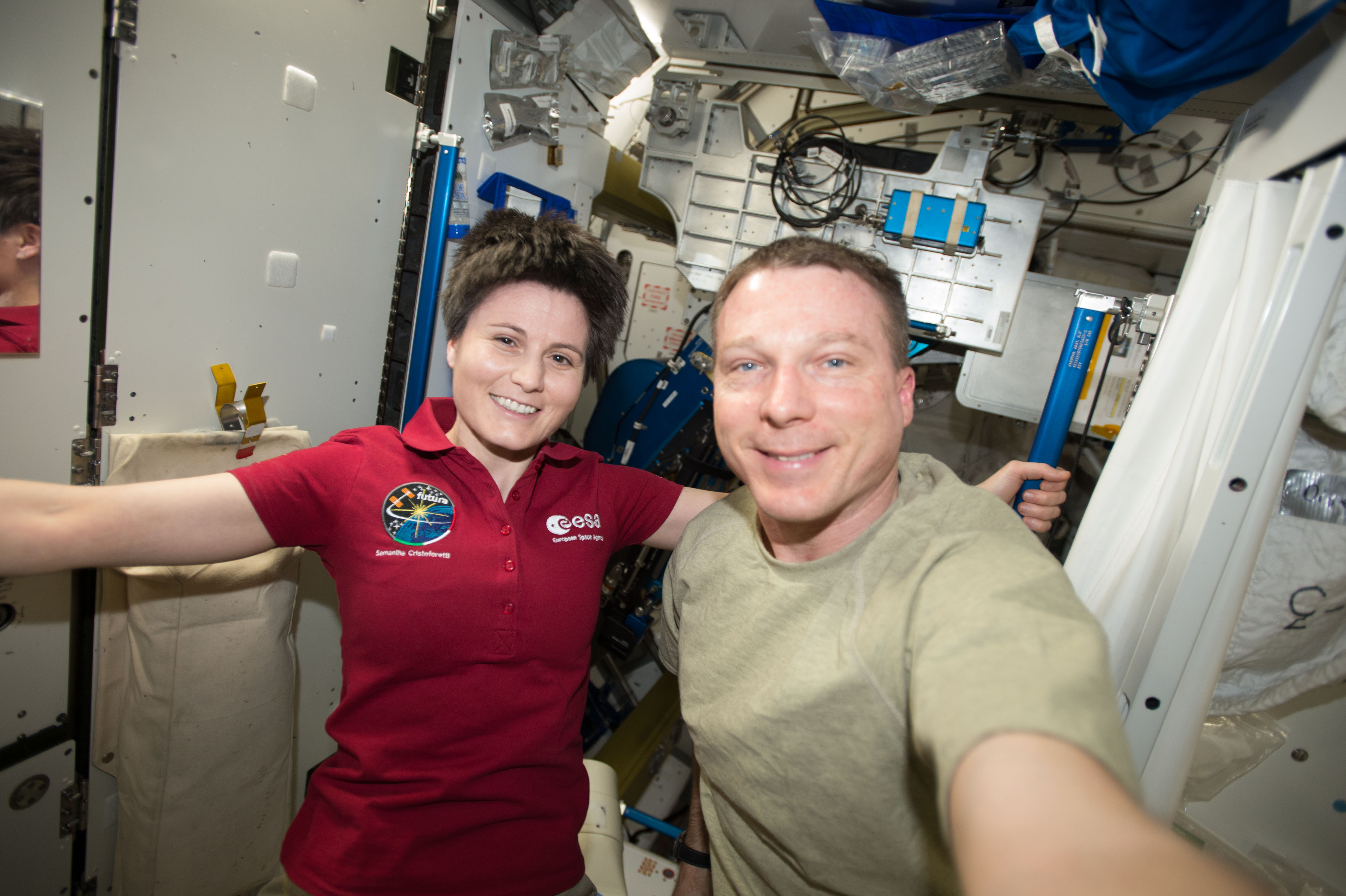
Avec Samantha Christoforetti dans le module Tranquility.
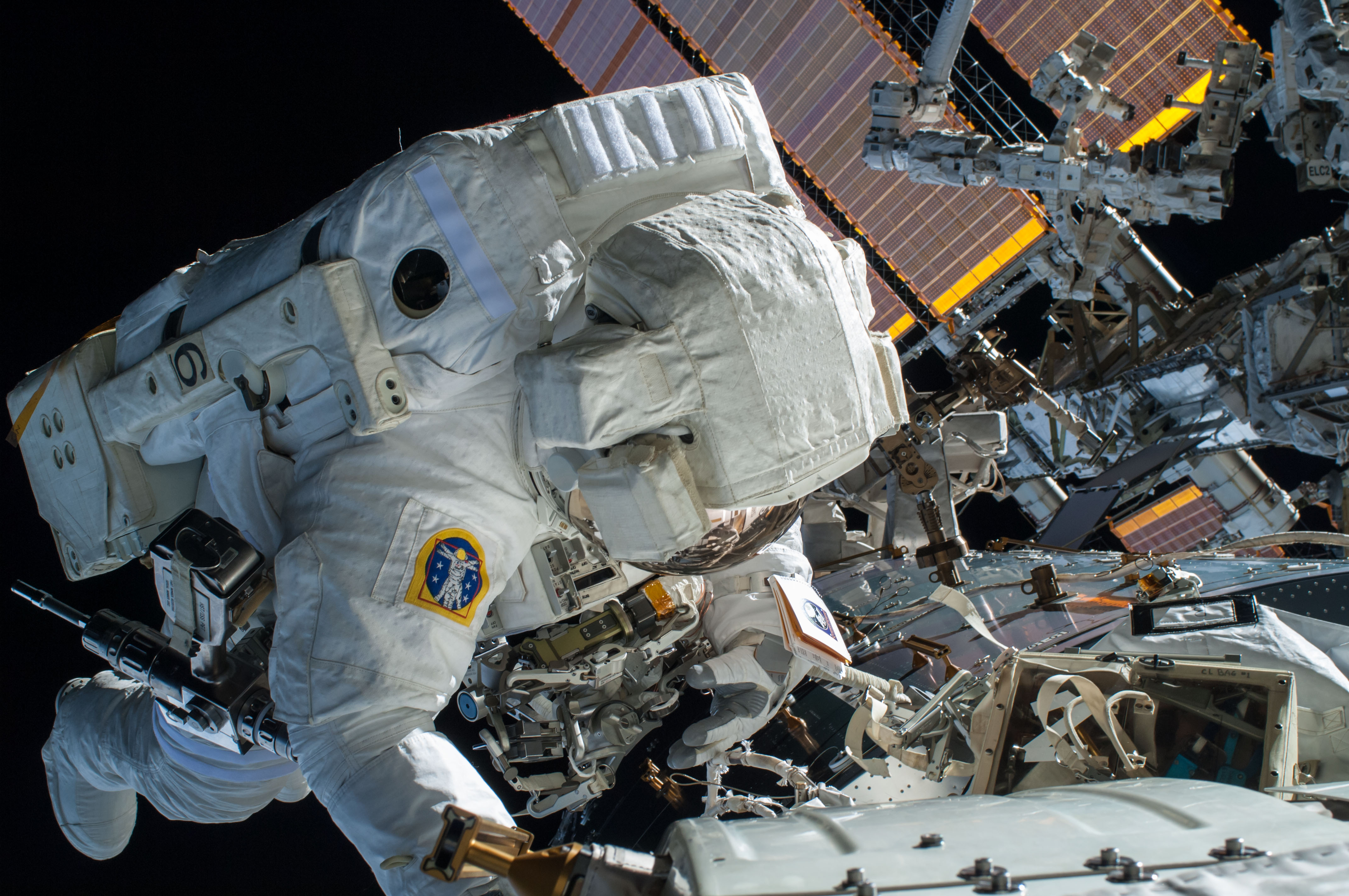
Lors de sa première sortie extravéhiculaire, Virts a installé des câbles à l'extérieur du module Harmony.